# Білочка (салат)
Білочка — салат, характерний для сучасної української кухні. Салат з'явився в Україні ще в 1960—1970-х, проте пережив «друге народження» в 1990-х коли з появою в Україні плавлених сирів, з'явився його варіант з плавленим сиром. Іноді його називають «культовим».
В силу своєї простоти та смачності, салат «білочка» набув значної популярності в українців. Даний салат згодом став постійним сучасним атрибутом Новорічних свят в Україні.
Можна подавати різними способами на рум'яних хлібних тостах, листі зеленого салату, в перцевих човниках, намазуючи на скибки багета, на шматочках нарізаних помідорів та іншими способами.

## Приготування
Інгредієнти сучасного зразку салату: 4 яйця, 200 грамів плавленого сиру, 150 грамів твердого сиру, 80 грамів вершкового масла, 4 зубки часнику, 125 грамів майонезу, зазвичай середньої жирності.
Спочатку треба поставити каструлю з водою на вогонь. Покласти у воду курячі яйця і варити їх приблизно 10 хвилин після закипання. Потім необхідно відлити киплячу воду і набрати холодну. Залишити яйця для охолодження в воді на 10 хвилин. Плавлені сирки (без наповнювачів) необхідно витягти з фольгової упаковки. Спершу їх потрібно потримати деякий час в морозильній камері. Потім необхідно потерти сирки на дрібній тертці.
Холодні яйця необхідно очистити від шкаралупи. Потім обполоснути їх під струменем води для того, щоб змити дрібні залишки шкаралупи. Натерти яйця на дрібній тертці. Потім зубчики часнику очистити від непотрібного лушпиння і помити водою. Знайти глибоку салатницю, у глибоку салатницю перекласти підготовлені яйця та сирки. Туди ж вичавити через кухонний прес плоди часнику. Потім додати в салат розтале вершкове масло, підсолити салат.
Додати майонез середньої жирності й вилкою розмішати масу складників до однорідного стану. Тепер залишилося розкласти його по порціях в салатниці, можна для естетичного вигляду прикрасити зеленню і подати до столу.

### Варіації
У 3-му номері журналу «Дім, Сад, Город» за 2002 рік наводять такий рецепт: «Один брикет „мівіни“ розкачати дрібненько качалкою і змішати з 1 баночкою майонезу, додати 2—3 зубчики розтертого часнику. Спеції за смаком. Салат прикрасити зеленню».
Дописувачка УНІАН Кащавцева К. наводить три варіації: з морквою, без моркви і з твердого сиру, з горіхами і яблуком. Мащенко С. з РБК теж відзначає моркву, як особливий інгредієнт.